# Тадеуш Ковальський (фігурист)
Тадеуш Ковальський (пол. Tadeusz Kowalski; 31 травня 1894, Львів — 1940, Харків) — футболіст і фігурист, капітан артилерії польської армії, жертва катинської різанини.

## Життєпис

Зофія Білорувна і Тадеуш Ковальський на чемпіонаті Європи 1934 року (Зеефельд-ін-Тіроль, Австрія)

Син Мечислава та Емілії, уродженої Кубала. Служив у легіонах у 1-му артилерійському полку Легіонів, потім в австрійському 124-му полку важкої артилерії.
Після закінчення війни з більшовиками служив у 5-му польовому артилерійському полку у Львові. 1 грудня 1924 року Президент Республіки Польща Станіслав Войцеховський на прохання міністра військових справ генерал-майора Владислав Сікорський підвищив його до звання капітана за вислугою років 15 серпня 1924 року та 3-го місця в корпусі професійних артилерійських офіцерів. У 1928 році переведений на іншу посаду, від 1932 року служив у Командуванні корпусного округу № VI у Львові.
Капітан Ковальський брав участь у вересневій кампанії 1939 року у Львівському міському командуванні. Після того, як його заарештувала радянська влада, ув'язнений у Старобільській тюрмі. Навесні 1940 року убитий співробітниками НКВС у Харкові та похований у П'ятихатках. З 17 червня 2000 року перепохований на кладовищі жертв тоталітаризму у Харкові.
Міністерство національної оборони Польщі рішенням № 439/ПН від 5 жовтня 2007 року посмертно підвищив його до звання майора. Підвищення було оголошено 9 листопада 2007 року в Варшаві під час церемонії «Ми пам’ятаємо Катинь — святкуємо пам’ять героїв».

### Спортивна кар'єра
Одночасно з військовою кар'єрою займався декількома видами спорту. У 1910–1928 роках виступав за футбольну команду СК «Чарні» (Львів), але найбільших успіхів досяг у фігурному катанні. У парі з сестрою Генрика Білора, гравця футбольної команди СК «Чарні» (Львів), Зоф'єю Білор, дев'ять разів виборював титул чемпіона Польщі серед спортивних пар (1927—1935). У 1933 році виграв чемпіонат Словаччини, організований в Остраві, а потім змагання у Празі. 1934 року стали призерами чемпіонату Європи з фігурного катання, що проходив в австрійському місті Зеефельд-ін-Тіроль, виборовши бронзову медаль і таким чином стали першими в історії призерами від Польщі у парному фігурному катанні. На чемпіонаті світу з фігурного катання, що проходив в норвезькому Осло у 1934 році, пара Зофія Білорувна / Тадеуш Ковальський посіли 4-те місце, а наступного, 1935 року на чемпіонаті світу з фігурного катання, що проходив в угорському Будапешті — 5-те місце. Як фігурист, Тадеуш Ковальський виступав у кольорах Львівського ковзанярського товариства.

## Досягнення
Фігурне катання — із Зоф'єю Білор
| Змагання         | 1927       | 1928       | 1929       | 1930       | 1931       | 1932       | 1933       | 1934       | 1935       |            |            |            |            |            |            |            |            |
| Міжнародні       | Міжнародні | Міжнародні | Міжнародні | Міжнародні | Міжнародні | Міжнародні | Міжнародні | Міжнародні | Міжнародні | Міжнародні | Міжнародні | Міжнародні | Міжнародні | Міжнародні | Міжнародні | Міжнародні | Міжнародні |
| ---------------- | ---------- | ---------- | ---------- | ---------- | ---------- | ---------- | ---------- | ---------- | ---------- | ---------- | ---------- | ---------- | ---------- | ---------- | ---------- | ---------- | ---------- |
| Чемпіонат світу  |            |            |            |            |            |            |            | 4          | 5          |            |            |            |            |            |            |            |            |
| Чемпіонат Європи |            |            |            |            |            |            |            | 3          |            |            |            |            |            |            |            |            |            |
| Національні      |            |            |            |            |            |            |            |            |            |            |            |            |            |            |            |            |            |
| Чемпіонат Польщі | 1          | 1          | 1          | 1          | 1          | 1          | 1          | 1          | 1          |            |            |            |            |            |            |            |            |

## Відзнаки
- Хрест Незалежності (6 червня 1931)
- Хрест Хоробрих (тричі)
- Срібний Хрест Заслуги (19 березня 1931)